# Jiang Lizhang
Jiang Lizhang ( 蒋立章), né le 27 octobre 1981 à Fu'an, est un homme d’affaires chinois.

## Biographie
Il possède le Granada CF dans la Liga en Espagne, ayant acheté une participation majoritaire pour plus de 37 millions d’euros . Il est également copropriétaire des Minnesota Timberwolves de la NBA, , après avoir acheté 5 % de la franchise pour environ 45 millions d'euros,. Il fonde Desports en 2004 et vend la société de marketing sportif en 2015 tout en conservant un poste de direction. En outre, il détient 60 % de Parma Calcio 1913 après avoir acheté sa participation en juin 2017. En janvier 2017, il fait l'acquisition de 90 % du Chongqing Dangdai Lifan. 
À la fin de 2016 il œuvre pour le rachat du club de football de deuxième division belge OHL, abréviation de Oud-Heverlee Leuven. La communauté locale, les supporters du club et les personnalités politiques locales désapprouvent cette tentative, car la ville de Louvain est le principal acteur du club et le propriétaire du terrain sur lequel est construit le stade.